# Sul Fluminense
Sul Fluminense é uma região geográfica do estado brasileiro do Rio de Janeiro, correspondente àquela área fronteiriça aos estados de São Paulo e Minas Gerais. É banhado pelo oceano Atlântico nas cidades de Angra dos Reis e Parati.
Segundo a divisão geográfica do IBGE vigente entre 1989 e 2017, o Sul Fluminense era considerado uma mesorregião, composta pelas microrregiões de Vale do Paraíba Fluminense, Barra do Piraí e Baía da Ilha Grande. Em 2017, o IBGE extinguiu as mesorregiões e microrregiões, criando um novo quadro regional brasileiro, com novas divisões geográficas denominadas, respectivamente, regiões geográficas intermediárias e imediatas. Segundo a nova divisão, o Sul Fluminense corresponde parcialmente às regiões geográficas intermediárias de Volta Redonda-Barra Mansa e do Rio de Janeiro.
É uma região de razoável contingente populacional, com cerca de 1 milhão de habitantes de acordo com o IBGE (dados de 2010).
São componentes dessa região os seguintes municípios: Angra dos Reis, Barra do Piraí, Barra Mansa, Itatiaia, Paraty, Pinheiral, Piraí, Porto Real, Quatis, Resende, Rio Claro, Rio das Flores, Valença, Três Rios e Volta Redonda, sendo esta última, a mais populosa da região, com cerca de 270.000 habitantes.
Política, administrativa e culturalmente a região Sul Fluminense engloba, também,os municípios do Centro-Sul Fluminense.

## Municípios
| Município      | Imagem | Área (km²) | População em 2024 | PIB (R$ 1.000,00) em 2021 | PIB per capita em 2021 |
| -------------- | ------ | ---------- | ----------------- | ------------------------- | ---------------------- |
| Angra dos Reis |        | 800,430    | 179.120           | 11.194.244,229 mil        | 53.262,55              |
| Barra do Piraí |        | 578,471    | 98.501            | 2.713.911,369 mil         | 26.833,48              |
| Barra Mansa    |        | 547,441    | 181.688           | 6.449.308,888 mil         | 34.816,53              |
| Itatiaia       |        | 224,957    | 32.694            | 6.893.431,363 mil         | 213.339,67             |
| Paraty         |        | 928,467    | 47.614            | 1.955.302,792 mil         | 44.262,66              |
| Pinheiral      |        | 76,793     | 25.085            | 1.452.647,355 mil         | 56.826,17              |
| Piraí          |        | 505,466    | 29.054            | 2.449.990,2 mil           | 82.208,92              |
| Porto Real     |        | 50,587     | 21.064            | 4.245.742,234 mil         | 209.624,88             |
| Quatis         |        | 286,244    | 14.158            | 305.015,287 mil           | 20.945,97              |
| Resende        |        | 1.113,507  | 137.612           | 10.754.410,178 mil        | 80.712,15              |
| Rio Claro      |        | 841,390    | 17.950            | 435.971,127 mil           | 23.342,67              |
| Rio das Flores |        | 477,662    | 9.264             | 294.390,659 mil           | 31.314,82              |
| Valença        |        | 1.304,769  | 71.462            | 3.122.611,787 mil         | 40.447,29              |
| Volta Redonda  |        | 182,317    | 279.898           | 19.671.280,702 mil        | 71.551,44              |

Em se levando em consideração que a denominada região Centro-Sul Fluminense também faz parte do Sul Fluminense, deve-se acrescentar os seguintes municípios:
| Município                   | Imagem | Área (km²) | População em 2024 | PIB (R$ 1.000,00) em 2021 | PIB per capita em 2021 |
| --------------------------- | ------ | ---------- | ----------------- | ------------------------- | ---------------------- |
| Areal                       |        | 111,494    | 12.236            | 427.444,184 mil           | 33.490,89              |
| Comendador Levy Gasparian   |        | 107,266    | 9.044             | 603.974,813 mil           | 70.311,39              |
| Engenheiro Paulo de Frontin |        | 139,008    | 12.648            | 406.744,423 mil           | 28.769,59              |
| Mendes                      |        | 77,288     | 18.049            | 357.693,975 mil           | 19.147,47              |
| Miguel Pereira              |        | 287,356    | 28.123            | 632.510,129 mil           | 24.686,21              |
| Paracambi                   |        | 186,800    | 43.656            | 1.162.885,19 mil          | 21.902,8               |
| Paraíba do Sul              |        | 580,803    | 44.467            | 1.253.031,667 mil         | 28.006,34              |
| Paty do Alferes             |        | 319,103    | 31.345            | 684.862,891 mil           | 24.510,16              |
| Sapucaia                    |        | 540,350    | 18.289            | 1.000.574,556 mil         | 54.765,99              |
| Três Rios                   |        | 324,496    | 82.300            | 6.348.172,675 mil         | 76.977,41              |
| Vassouras                   |        | 552,438    | 35.904            | 1.321.271,655 mil         | 35.458,96              |

## Economia
O Sul Fluminense tem sua economia baseada na indústria metal-mecânica, automotiva, metalúrgica, siderúrgica, cimenteira, alimentícia e energética (usinas termoelétricas, termonucleares e hidrelétricas, nas atividades agropecuárias (destacando-se a criação de gado leiteiro), a produção de hortifrutigranjeiros e no comércio varejista.

## Transportes
Essa região é cortada por ferrovias e rodovias que ligam suas cidades aos principais centros populacionais e econômicos do Brasil (Rio de Janeiro, São Paulo e Belo Horizonte), cabendo citar a BR-116 (rodovia Presidente Dutra) que corta parte da região, notadamente os municípios do Vale do Paraíba fluminense) e pelas BR-393 (Rodovia Lúcio Meira, que a liga à região Nordeste do Brasil) e BR-040 (que passa pela região cidade de Três Rios, considerada o maior tronco rodoviário da América Latina), além da BR-101 (Rodovia Rio-Santos), que corta as cidades de Angra dos Reis e Paraty.
As ferrovias existentes no Sul Fluminense também ligam suas principais cidades às metrópoles nacionais, tendo caráter notadamente industrial, vide a "Ferrovia do Aço", que liga a cidade de Volta Redonda às minas de ferro e dolomita no Estado de Minas Gerais, bem como as ferrovias que ligam a região às cidades do Rio de Janeiro e de São Paulo (Estrada de Ferro Central do Brasil). Há ainda a antiga Estrada de Ferro Oeste de Minas, que cruza a região atravessando a Serra do Mar ligando o Sul de Minas à Angra dos Reis.
Está situado nessa região um dos principais portos nacionais, o Porto de Angra dos Reis, na cidade de mesmo nome. Pequenos aeroportos servem as principais cidades da região, sendo todos capacitados para voos domésticos, como o de Resende, estando em previsão a construção de outro na cidade de Volta Redonda.

## Turismo
Na cidade de Itatiaia, se localiza o Pico das Agulhas Negras no Parque Nacional do Itatiaia, que com 2.787 metros é o ponto mais alto do Estado do Rio de Janeiro. Já em Angra dos Reis fica a baía da Ilha Grande, que junto com Paraty formam a parte litorânea do Sul Fluminense entrecortada pelo Oceano Atlântico sendo repleta de praias e ilhas - somente a cidade de Angra dos Reis possui 365.
Outras atrações turísticas, que reforçam a economia da região, que por muito tempo foi influenciada pela cafeicultura, são as várias propriedades rurais na região do Médio Vale do Paraíba Fluminense, como as fazendas da época do ciclo do café, principalmente em Barra do Piraí, que hoje atraem grandes levas de turistas, na região turística do "Vale do Ciclo do Café". Outros pontos de grande atração de visitantes de outras regiões fluminenses e do Brasil são os distritos de Penedo e Maromba em Itatiaia, Visconde de Mauá em Resende, Ipiábas em Barra do Piraí e Conservatória em Valença.

## Cultura
O Sul Fluminense possui uma rica cultura, bem própria e distinta do resto do estado. Além de possuir os elementos comuns do povo fluminense, a região encontra-se entre o Vale do Paraíba Paulista e sul, sudoeste e Zona da Mata de Minas, possuindo, muita das vezes, as mesmas manifestações culturais destas regiões. A região forma um mesmo cinturão sociocultural com o Vale do Paraíba Paulista.
Um exemplo de manifestação cultural muito conhecida é a Folia de Reis, que é uma manifestação muito popular no interior de São Paulo, Minas Gerais, Goiás, Espírito Santo, entre outros.
O sotaque predominante da região é bem definido e pronunciado, sendo até considerado como neutro por não possuir nenhuma peculiaridade e por levar influências de Rio de Janeiro, São Paulo e Minas Gerais. Mesmo assim seguem-se as falas dos dialetos carioca, fluminense, mineiro e caipira, em regiões mais afastadas nas zonas rurais.
Existe na região uma presença marcante de europeus, sobretudo portugueses, italianos, finlandeses e alemães, além de japoneses e brasileiros de outras regiões, como por exemplo, mineiros, paulistas, capixabas e sulistas.